# 踊る大捜査線 THE MOVIE 2 レインボーブリッジを封鎖せよ!
『踊る大捜査線 THE MOVIE 2 レインボーブリッジを封鎖せよ!』（おどるだいそうさせん ザ ムービー ツー レインボーブリッジをふうさせよ）は、2003年7月19日に公開された日本映画（実写）である。
キャッチコピーは、「DANCE AGAIN.」 「He’s back（彼が戻ってきた）」 「現場に正義を。」（青島） 「所轄に愛を。」（すみれ・和久） 「捜査に信念を。」（雪乃・真下） 「接待にモナカを。」（室井・スリーアミーゴス）。

## 概要
フジテレビの連続テレビドラマ『踊る大捜査線』の劇場版第2作。スタッフからの略称はOD2。日本国内での観客動員数1260万人、興行収入173.5億円で、2003年の国内劇場公開映画の興行収入第1位を記録した。これは、実写邦画歴代興行収入第1位、邦画歴代興行収入でも第8位の記録である（2025年8月現在）。本映画のヒット後、再編集・再録音された『踊る大捜査線 BAYSIDE SHAKEDOWN 2』が制作され、上映された。劇中の設定は、2003年11月22日から24日の3日間である。

## ストーリー
副総監誘拐事件から5年後の2003年、空き地だらけだったお台場は、いくつものビルが建ち並び、おしゃれなスポットで埋め尽くされた一大観光地へと変貌した。
湾岸署では、道案内や迷子、交通整理など観光客相手の地味な業務に忙殺されていた。
3連休の初日11月22日。湾岸署管内でスリ事件と、女性を狙った通り魔事件が発生する。さらに管内で会社役員の他殺体が発見され、警視庁捜査第一課は湾岸署に特別捜査本部を設置する。本庁初の女性管理官＝沖田仁美警視正が捜査本部長として指揮をとり、室井慎次警視正が捜査副本部長を務めることになる。
沖田警視正のサポート役、それと同時に警察庁が湾岸署管内に秘密裏に設置した監視カメラシステム「C.A.R.A.S.（Criminal Activity Recognition Advanced System）」による捜査も開始され、青島や同僚の恩田すみれがその任務に就くが、その監視網をあざ笑うかのように第2の会社役員殺人事件が起きてしまい、室井はその責任を取らされる形で、監視ルームに実質軟禁されることになる。

## キャスト
登場人物については、踊る大捜査線シリーズの登場人物一覧を参照。
- 青島俊作（湾岸署刑事課強行犯係・巡査部長） - 織田裕二
- 室井慎次（警視庁刑事部捜査第一課強行犯捜査担当管理官・警視正） - 柳葉敏郎
- 恩田すみれ（湾岸署刑事課盗犯係・巡査部長） - 深津絵里
- 柏木雪乃（湾岸署刑事課強行犯係・巡査部長） - 水野美紀
- 真下正義（警視庁刑事部捜査第一課・警視） - ユースケ・サンタマリア
- 袴田健吾（湾岸署刑事課長・警部） - 小野武彦
- 魚住二郎（湾岸署刑事課強行犯係長・警部補） - 佐戸井けん太
- 秋山副署長（湾岸署副署長・警視） - 斉藤暁
- 中西修（湾岸署刑事課盗犯係長・警部補） - 小林すすむ
- 緒方薫（湾岸署刑事課盗犯係・巡査部長） - 甲本雅裕
- 森下孝治（湾岸署刑事課強行犯係・巡査部長） - 遠山俊也
- 神田署長（湾岸署署長・警視正） - 北村総一朗
- 一倉正和（警視庁刑事部捜査第一課長・警視正） - 小木茂光
- 草壁中（警視庁警備部警備第一課特殊急襲部隊(SAT)中隊長・警視正） - 高杉亘
- 吉田敏明（警視庁副総監・警視監） - 神山繁
- 安住武史（警察庁刑事局長・警視監） - 大和田伸也
- カジノの内の外国人 - ジリ・ヴァンソン
- 捜査員（警視庁刑事部捜査第一課） - 佐々木蔵之介、眞島秀和、小須田康人、中根徹
- 犯人グループ：国見昇 - マギー、高橋健三 - 入江雅人、三島龍也 - 森下能幸、中島高志 - 木村靖司、瀬川吉雄 - 三宅弘城
- 国土交通省道路局道路交通管理課職員 - 池田成志
- りつ子の上司 - 高嶋ちさ子
- スリ一家：母親 - 山下裕子、父親 - 原田修一、長男 - 神木隆之介、里佳子 - 向井地美音
- 噛み付き魔の被害者の女子高校生 - 小松彩夏
- ガールズ7 - 橘凛、津乃村真子、千崎若菜、広澤草、川田希、柴田かよこ、木村陽子
- 事務職員 - 近江谷太郎
- 小池茂（監視モニター室オペレーター・警察庁情報通信局付技術捜査官） - 小泉孝太郎
- 江戸りつ子 - 小西真奈美
- 沖田仁美（警視庁刑事部捜査第一課強行犯担当管理官・警視正） - 真矢みき
- 新城賢太郎（警察庁長官官房審議補佐官（刑事局担当）・警視正） - 筧利夫
- 榊原（警察庁長官官房審議官（刑事局担当）・警視監） - 中原丈雄
- 増田喜一（女子高生を連続して襲う噛み付き魔） - 岡村隆史
- 和久平八郎（湾岸署刑事課指導員） - いかりや長介

## スタッフ
- 監督 - 本広克行（ROBOT）
- 脚本 - 君塚良一
- 音楽 - 松本晃彦
- 主題歌 - 織田裕二 「Love Somebody[Cinema Version Ⅱ]」
- 製作 - 村上光一（フジテレビ）
- 企画 - 永田芳男、宮内正喜
- 撮影 - 藤石修
- 美術監督 - 梅田正則
- 編集 - 田口拓也
- 照明 - 加瀬弘行
- 録音 - 芦原邦雄
- エクゼクティブ・プロデューサー - 亀山千広（フジテレビ）
- プロデューサー - 臼井裕詞、堀部徹、安藤親広、石原隆、高井一郎
- キャスティング・プロデューサー - 東海林秀文
- アシスタント・プロデューサー - 前田久閑、関口大輔
- 助監督 - 河合勇人
- 監督補 - 長瀬邦弘
- 演出補佐 - 波多野貴文
- セカンドユニット監督 - 羽住英一郎（ROBOT・本編冒頭のSAT突入シーン）
- 録音スタジオ - 日活スタジオセンター
- 協賛 - TOSHIBA、日産自動車、ライフカード、ローソン
- 制作プロダクション - ROBOT
- 制作 - フジテレビ、アイ・エヌ・ピー

## いかりや長介のシリーズ最期の出演作品
初日の舞台挨拶で、退院したばかりのいかりや長介がファンの前で挨拶した。その席で深津絵里が涙ぐむ一幕もあったが、踊る大捜査線の仕事においては、いかりやが公の場に姿を見せた最後の場所となった。
和久役でいかりやを知ったファンも多く、2004年3月20日にいかりやが死去した際、告別式で「和久さーん」と叫ぶ声もあった。また、告別式を警備していた警備員や警察官が霊柩車に敬礼をして見送る姿に、和久の存在を重ねる場面もあった。
いかりやの没後に発売となったDVDでは、スタッフロールの最後に「ありがとう、和久平八郎 さよなら、いかりや長介 湾岸署一同」の一文が追加されている。

## レインボーブリッジ
- 本編でレインボーブリッジを封鎖するシーンは、実際のレインボーブリッジを貸し切っての撮影が不可能であったため、当時工事中で供用前だった京都府の京滋バイパス久御山ジャンクションで2003年3月13日から15日にかけて行われた。撮影許可を得るため、日本道路公団（当時）に話を持ちかけたところ、関西支社の担当責任者の一人が『踊る大捜査線』の大ファンであったこともあり、撮影場所の工事を前倒しで行うなどの対応がとられ、異例の「供用前の自動車専用道路」を借り切ってのロケが可能となった[4]。本編には、久御山ジャンクション付近にあるジャスコ久御山ショッピングセンター（現：イオンモール久御山）の看板が小さく写っている。また本作は同店内のシネマコンプレックス（イオンシネマ）でも上映され、公開当日に同館で行われた舞台挨拶ではサプライズで登壇した織田裕二からロケ地が発表された。
- 本編には山の影がうっすらと映っているなど実際のレインボーブリッジではあり得ないシーンがあるが、本広克行監督によれば「どのくらいの人が気づくかなと思い、フィクションであることを示すために意図的に残してある」とのことで、撮影に全面協力してくれた日本道路公団への感謝の意味もあったなどとしている。
- 本編ではレインボーブリッジの封鎖に各方面への手続きが必要で完全封鎖に苦慮するというシーンがあるが、実際には一般道を封鎖するのと同様に警察の権限で簡単に封鎖が出来る。脚本家の君塚良一も取材の過程でそのことを知ったが、あえて無視したという[5]。現実では上映年の2003年の台風発生時にレインボーブリッジは全面通行止め（事実上の封鎖）になった。この日たまたまラジオのゲスト出演があった織田は「レインボーブリッジ、（本当に）封鎖しちゃいましたね」と一言漏らした。これ以外も、災害や事故等の理由で橋上通行止めの措置が取られるケースは珍しくない。
- 2009年3月1日にはレインボーブリッジにて「東京レインボーウオーク」というイベントが開催され、レインボーブリッジが開通以来初めて災害・事故以外の理由で閉鎖された。このことを通行止や閉鎖などではなく「レインボーブリッジ封鎖」を見出しとして報道した新聞があった[6]。
- 映画発表直後のテレビCMには、映画本編では使用されなかった青島刑事の後ろでレインボーブリッジが（CGではあるが）爆発するシーンがあった[注 1]。

## オマージュ
作中に出てくる手掛かりの一つとなっている東北なまりと「カメダ」の元ネタは松本清張の『砂の器』の内容を多少変えたものである。砂の器では捜査の結果、東北訛りに類似する方言を話す地方の島根県の亀嵩のことであった。恩田が「砂の器」と呟くのは同作品へのオマージュであるとされる。犯人が話したとされる「カメダ」は本当は蒲田のことで、『砂の器』で冒頭に他殺死体が発見されたのも蒲田だった。
劇場版の1作目では誘拐犯の位置を特定する色のついた煙があげられ、その光景がモノクロ（煙だけがカラー）で映される。それを見た青島刑事が「天国と地獄だ」とつぶやくのも黒澤明監督作『天国と地獄』からのオマージュであり、そのモチーフの使用に関しては権利者である黒澤プロダクションから正式な許諾を受けている。その劇場版第1作の事件は誘拐事件、それも誘拐対象が犯人によって誤認されるというあたりまでそっくりである。このように、日本映画の傑作サスペンス映画からのオマージュを作品のガジェットとして製作されている。
『砂の器』、『天国と地獄』ともに、第一の殺人事件発生後、スリーアミーゴスが刑事課に特捜本部設置の報告をしに来た際に、緒方と恩田が調べていたビデオの山の中に含まれている。

## トリビア
- 制作に当たり、本広は押井守監督の『機動警察パトレイバー2 the Movie』を何度も見返し、「同作では横浜ベイブリッジを爆破したのに我々は封鎖するだけでいいのか」とスタッフと盛り上がったりしていたという[7]。
- 映画の冒頭で豪華客船でのSATの訓練風景のシーンがあるが、SATが船内に突入した際、ブリッジ（船橋）にいる船長役の人は、撮影に使用した船の本物の船長である[要出典]。
- 監視モニター室オペレーターの小池は本作の時点では民間会社から警察庁に出向している技官である[要出典]。
- 劇中で青島とすみれが国際展示場駅構内での置引きを監視モニター越しに発見し報告するシーンや、柏木雪乃の拉致に伴う広域外周配備が発令される際の無線指令の音声は、エグゼクティブ・プロデューサーの亀山千広が自ら担当している。
- 本作ではCGによる合成映像を多用しているが、代表的なシーンとしては、冒頭のSATの訓練風景で豪華客船上空を飛行するヘリコプター・お台場を封鎖するシーンでの道路の電光表示板の文字、渋滞している車列・クライマックスのレインボーブリッジで犯人残り3名を確保するシーンで現場に急行するSATのヘリコプター及び、隊員が降下して犯人を制圧するシーン、意外なところでは、最後に室井が警視総監賞を受賞するシーンの列席者（実際の撮影では20名ほどしかおらず、後でコンピューターでコピーして列席者が沢山いるように見せている）などがある[8]。
- ラストで報賞式を欠席した青島に対して室井が東北弁でつぶやいた「かだっぱり こいで」とは「片意地を張りやがって」という意味[注 2]である。

## 主要受賞
- 第27回日本アカデミー賞[9]
  - 優秀作品賞
  - 優秀監督賞（本広克行）
  - 優秀脚本賞（君塚良一）
  - 優秀主演男優賞（織田裕二）
  - 優秀助演男優賞（柳葉敏郎）
  - 優秀助演女優賞（深津絵里）
  - 優秀音楽賞（松本晃彦）
  - 優秀撮影賞（藤石修）
  - 優秀照明賞（加瀬弘行）
  - 優秀録音賞（芦原邦雄）
  - 優秀編集賞（田口拓也）
  - 話題賞[10]
- 第58回毎日映画コンクール 日本映画ファン賞
- 第28回報知映画賞 助演女優賞（深津絵里）“過去の受賞一覧｜表彰-報知映画賞”.   報知新聞社. 2025年8月14日閲覧。
- 第23回藤本賞
- 第21回ゴールデングロス賞 日本映画部門最優秀金賞・日本映画部門特別大賞[11]
- 第16回日刊スポーツ映画大賞・石原裕次郎賞 石原裕次郎賞
- 第77回キネマ旬報ベスト・テン
  - 日本映画ベストテン第25位
  - 読者選出日本映画ベストテン第9位
- 第28回エランドール賞作品賞[12]

## DVD / Blu-ray
発売元はフジテレビジョン / アイ・エヌ・ピー、販売元はポニーキャニオン。
- DVD（1枚組、2004年6月2日発売）
  - 映像特典：メイキング、制作者紹介、出演者紹介、映画への軌跡
  - 音声特典：プロデューサー公開コメンタリー（プロデューサー：亀山千広×プロデューサー：堀部徹）、キャスト公開コメンタリー（北村総一朗×斉藤暁×小野武彦×監督：本広克行）、スタッフコメンタリー（監督：本広克行×音楽：松本晃彦×撮影：藤石修×照明：加瀬弘行×録音：芦原邦雄×美術監督：梅田正則×編集：田口拓也×タイトルバック：山本雅之）、隠しコメンタリー（プロデューサー：安藤親広×ラインプロデューサー：羽田文彦×宣伝渉外（フジテレビ）：久保晴世×美術進行：大倉謙介）
  - 封入特典：ブックレット
  - 初回限定特典、ポストカード（2枚）、アウターケース付きデジパック仕様
  - 初回生産分終了後はアウターケース、ポストカード無しのトールケース仕様で発売。
- 踊る大捜査線 THE MOVIE 1&2 Hi-BiT Twin Edition（2枚組、2004年9月15日発売、初回限定生産）
- Blu-ray（1枚組、2010年7月21日発売）
  - 映像特典：『踊る大捜査線 THE MOVIE3 ヤツらを解放せよ!』劇場予告編、音声特典：DVD版と同様

## テレビ放映
- 地上波放送・関東地区のみ記載。
- 視聴率はビデオリサーチ調べ。関東地区でのデータ。

| 回数 | 放送局     | 放送枠             | 放送日         | 放送時間    | 放送分数 | 平均世帯 視聴率 | 備考 |
| ---- | ---------- | ------------------ | -------------- | ----------- | -------- | --------------- | --- |
| 1    | フジテレビ | （なし）           | 2005年1月2日   |             |          | 18.8%           | 地上波初放送 |
| 2    | フジテレビ | プレミアムステージ | 2005年10月22日 | 21:00-23:55 | 175分    | 26.7%           | 完全版初放送 |
| 3    | フジテレビ | 土曜プレミアム     | 2007年10月13日 | 21:00-23:10 | 130分    | 23.9%           | ｢10th anniversary特別企画｣と題して完全版を放送 |
| 4    | フジテレビ | 土曜プレミアム     | 2009年7月18日  | 21:00-23:10 | 130分    |                 | |
| 5    | フジテレビ | 土曜プレミアム     | 2010年7月17日  | 21:00-23:10 | 130分    | 19.7%           | ｢踊る大捜査線 THE MOVIE3 ヤツらを解放せよ!｣満員御礼記念として放送 |
| 6    | フジテレビ | 土曜プレミアム     | 2012年9月8日   | 21:00-23:30 | 150分    |                 | |
| 7    | フジテレビ | 土曜プレミアム     | 2024年10月5日  | 21:00-23:55 | 175分    | 9.8%            | 「踊るプロジェクト」の最新映画2部作「室井慎次 敗れざる者」（10月11日公開）、「室井慎次 生き続ける者」（11月15日公開）の公開記念」と題し、4Kリマスター&完全ノーカットで放送 |

## 踊る大捜査線 BAYSIDE SHAKEDOWN 2
国際戦略版として制作された本編を約19分カットした1時間59分の短縮バージョン。オリジナル版から内輪ノリのギャグやシリーズを通して見ないと理解できない部分をカット。主人公・青島の視点から描くように再構成し、同じシーンでも別カットに差し替えられている。音響制作をスカイウォーカー・サウンドに依頼。スタッフロールや説明用の字幕は英語のみとなり、オープニングのメインキャスト紹介にユースケ・サンタマリアが追加されている。DVDは、日本映画として初めてのTHX社認定のTHX-DVDとなっている。
2012年9月8日21時 - 23時30分の「土曜プレミアム」にて、劇場版最終作の公開記念として日本初放送された。
- BAYSIDE SHAKEDOWN 2 -踊る大捜査線 THE MOVIE2 国際戦略版- DVD THX Edition（2枚組、2004年6月2日発売）
  - ディスク1：本編DVD
  - ディスク2：特典DVD
    - イントロダクション、OD2プロジェクト、監視カメラ映像、刑事ウォーズ、観光案内、プロジェクトK、VFX、『踊る大捜査線 THE MOVIE2 レインボーブリッジを封鎖せよ!』特報・劇場予告編集・『BAYSIDE SHAKEDOWN 2』予告編、隠し映像

  - 封入特典：ブックレット
  - 初回限定特典：ポストカード（1枚）、アウターケース付きデジパック仕様（初回生産分終了後はアウターケース、ポストカード無しのトールケース仕様で発売）。